# 6577 Torbenwolff
6577 Torbenwolff è un asteroide della fascia principale. Scoperto nel 1978, presenta un'orbita caratterizzata da un semiasse maggiore pari a 2,3267327 UA e da un'eccentricità di 0,2032743, inclinata di 23,69093° rispetto all'eclittica.